# Карс (провінція)
Карс (тур. Kars) — провінція в Туреччині, розташована на північному сході країни, на кордоні з Вірменією. Столиця — місто Карс.    
Населення 287 106 (станом на 2007 рік) жителів. У найбільшому місті Карс проживає 78 000 жителів. Провінція складається з 8 районів. 